# William Hart (malarz)
William Hart (ur. 31 marca 1823 w Paisley, zm. 17 czerwca 1894) – amerykański malarz pejzażysta urodzony w Szkocji, reprezentant Hudson River School, brat Jamesa Harta.

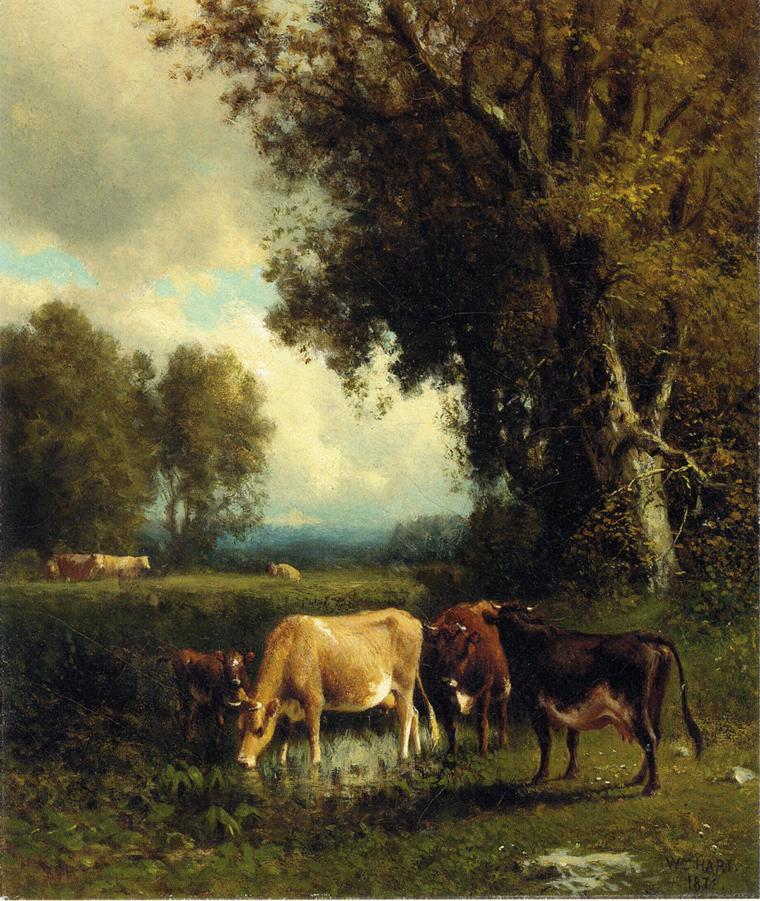
Cows in the Meadow. 1878

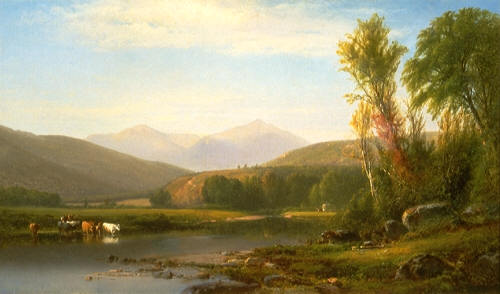
Mount Madison from the Androscoggin River

Urodził się w Paisley w Szkocji, w dzieciństwie wyemigrował wraz z rodziną do Stanów Zjednoczonych. Mieszkał w Albany w stanie Nowy Jork. Pierwsze doświadczenia malarskie zdobywał jako portrecista i wykonawca ozdobnych paneli. Na początku lat 40. XIX w. wyjechał na trzy lata na studia do Szkocji. Po powrocie osiadł w Nowym Jorku i zajął się wyłącznie pejzażami. Wystawiał w Boston Athenaeum, National Academy of Design i na dużych wystawach w całym kraju. Był członkiem American Watercolor Society (prezes w latach 1870–1873) i od 1858 pełnoprawnym członkiem National Academy of Design.
Malarstwo Harta odznaczało się typowym dla Hudson River School zainteresowaniem efektami świetlnymi. Luminizm jest obecny we wszystkich dojrzałych obrazach artysty, światło, cienie i atmosfera stanowią szkielet każdej kompozycji.
Na wielu obrazach Harta pojawiały się krowy, przedstawiane w czasie udoju bądź wypasu. Zwierzęta te były bardzo popularne w drugiej połowie XIX w. jako symbol harmonijnego związku człowieka z przyrodą. Niektórzy malarze, a wśród nich bracia Hart, specjalizowali się w krowich portretach, które były poszukiwane przez amerykańskich kolekcjonerów.

## Prace
- Grand Manan (1860)
- After the Storm (1860)
- Bathing (1860)
- On the Maine Coast (1860)
- Rocky Coast at Sunset (1860)
- Seashore Morning (1866)
- Harvest Scene – Valley of the Delaware (1868)
- Sunset in the Valley (1870)
- Cows in the Meadow (1878)
- The Land, Keene Valley (1878)
- Hudson River Landscape (1879)
- A Quiet Nook (1885)